# Sofiyan Abdul Hamid
Sofiyan Abdul Hamid (* 18. März 1985 in Singapur), mit vollständigen Namen Mohamad Sofiyan bin Abdul Hamid, ist ein singapurischer Fußballspieler.

## Karriere
Sofiyan Abdul Hamid stand von 2009 bis 2010 bei Balestier Khalsa in Singapur unter Vertrag. Wo er vorher unter Vertrag stand, ist unbekannt. Der Verein spielte in der ersten singapurischen Liga, der S. League. Für Khalsa absolvierte 39 Erstligaspiele. Die Saison 2013 stand er beim ebenfalls in der ersten Liga spielenden Geylang International unter Vertrag. Nach 28 Ligaspielen wechselte er 2012 zum Ligakonkurrenten Home United. 2013 feierte er mit Home die Vizemeisterschaft. Im gleichen Jahr stand er mit Home im Finale des Singapore Cup. Das Endspiel gegen Tanjong Pagar United gewann man mit 4:1. Hier schoss er in der Nachspielzeit das Tor zum 4:1 Endstand. 2014 nahm ihn sein ehemaliger Verein Balestier Khalsa für ein Jahr unter Vertrag. Auch mit Khalsa stand er im Finale des Singapore Cup. Das Finale gegen seinen ehemaligen Klub Home United gewann Balestier mit 3:1.
Wo er seit 2015 spielt, ist unbekannt.

## Erfolge
Home United
- Singapore Cup: 2013

Balestier Khalsa
- Singapore Cup: 2014